# Lac du Vernois
Der Lac du Vernois [lak' dy vɛʀ'noa] ist ein See im französischen Jura, im Département Jura, rund 10 km südlich von Champagnole in der Franche-Comté. Er liegt auf 738 m auf dem Boden der Gemeinde Le Frasnois und nimmt eine Fläche von rund 7 Hektar ein. Der See ist 500 m lang, maximal 200 m breit und 32 Meter tief. Er zeigt die Form eines Dreiecks.
Der Lac du Vernois liegt abgeschieden in einer vollständig geschlossenen Mulde des Hochplateaus von Champagnole westlich von Le Frasnois, in der Region der fünf Seen. Er ist eingebettet zwischen die Waldhöhen von Sur les Roches (849 m) im Norden und La Grand-Roche (871 m) im Süden. Das südliche Ufer ist recht steil und dicht bewaldet, während die nördlichen Uferpartien von Weiden gesäumt werden. Während der Hochstadien der verschiedenen Eiszeiten wurde das Becken von den Juragletschern mit Mergel- und Tonschichten ausgekleidet, so dass trotz des verkarsteten Untergrundes ein See entstehen konnte.
Gespeist wird der Lac du Vernois vom Wasser einiger Quellen an den umliegenden Hängen. Er besitzt keinen oberirdischen Abfluss, weil das Wasser in Versickerungstrichtern am Seeboden verschwindet. Markungsversuche haben ergeben, dass das Wasser in der Quelle Source du Moulin beim Lac de Chalain wieder zutage tritt.